# Joseph Baumgarten
Joseph Baumgarten (Vienna, 7 settembre 1928 – Gerusalemme, 16 dicembre 2008) è stato un archeologo austriaco naturalizzato statunitense.
È stato uno dei massimi studiosi dei Rotoli del Mar Morto e della comunità giudaica di Qumran ed è considerato uno dei più illustri specialisti di studi biblici sulla legge giudaica (halakhah). Si è in particolare interessato dei contenuti giuridici dei Rotoli del Mar Morto.
Fu uno dei pionieri nel campo delle ricerche sulla comunità degli Esseni, che visse nei pressi delle grotte di Qumran a partire dal II secolo a.C.

## Biografia
Nato da genitori ebrei, ben presto la sua famiglia fu costretta a lasciare l'Austria dopo l'Anschluss, l'annessione alla Germania nazista, trasferendosi negli Stati Uniti d'America nel marzo 1939. A New York fu allievo di Jonas Greenfield, professore di studi semitici e uno dei principali organizzatori del progetto internazionale di studio dei Rotoli del Mar Morto, la cui scoperta avvenne casualmente nel 1947.
Baumgarten intraprese la carriera accademica come professore di studi semitici alla Università Johns Hopkins, dove insegnò tra il 1952 e il 1957. Insegnò anche lingua aramaica al Baltimore Hebrew College. Nel corso della sua lunga e prestigiosa carriera accademica, è stato professore al Towson State College del Maryland e all'Università Ben Gurion in Israele.
Infine ha insegnato studi semitici e post-biblici all'Institute for Advanced Studies dell'Università Ebraica di Gerusalemme.
Nelle città di Gerusalemme e di Filadelfia è stato membro del comitato scientifico internazionale che ha curato l'edizione critica della pubblicazione degli oltre 600 manoscritti dei Rotoli del Mar Morto.
Tra il 1953 e il 2006 ha pubblicato oltre 50 articoli sui manoscritti delle grotte di Qumran, decifrando l'organizzazione giuridica della comunità degli Esseni e  nonché taluni aspetti salienti dell'interpretazione delle leggi bibliche e nei testi apocrifi scritti dai monaci delle grotte di Qumran.
Dal 2005 viveva stabilmente nella sua amata città di Gerusalemme, ove insegnava all'Università Ebraica, e dove è morto all'età di 80 anni per le complicazioni causate da un tumore.

## Opere
Tra le sue pubblicazioni:
- (EN)  Law in the Dead Sea Scrolls, (Routledge - an imprint of Taylor & Francis Books Ltd, July 2005) ISBN 0-415-19651-5
- (EN)  Qumran Cave 4 Vol. XIII : The Damascus Document (4Q266-273), editor with Jozef T. Milik, Stephen Pfann, Ada Yardeni (Oxford: OUP, 1997) ISBN 0-19-826396-1
- (EN)  Qumran Cave 4 Vol. XXXV : Halakhic Texts, editor with Torleif Elgvin, Esther Eshel, Erik Larson, Manfred R. Lehmann (Oxford: OUP, 2000) ISBN 0-19-827006-2